# 克林頓鎮區 (印第安納州帕特南縣)
克林頓鎮區（英語：Clinton Township）是位於美國印地安納州普特南縣的一個行政鎮區。

## 地方資料
根據2010年美國人口普查的數據，克林頓鎮區的面積為92.30平方千米，當中陸地面積為91.00平方千米，而水域面積為1.30平方千米。當地共有人口1275人，而人口密度為每平方千米13.81人。